# Per amore (Christian)
Per amore è un album di Christian del 2007.
Si tratta di una raccolta di successi con 4 inediti incisa  dalla F. M. A. è pubblicato in edicola dalla rivista "Concerto Grosso". I 4 inediti sono Gatto di frontiera, Mille notti con te, Solamente tu e Per sempre.

## Tracce
1. Daniela
2. Cara
3. Un'altra vita un altro amore
4. Notte serena
5. Amante mia
6. Amore
7. Mia bella signora
8. Se non è amore
9. Gatto di frontiera
10. Mille notti con te
11. Solamente tu
12. Per sempre